# Југословенски иредентизам
Југословенски иредентизам представља иредентизам који промовише Југославију која сједињава све Јужне Словене који живе у СФР Југославији (СФРЈ) и њеним републикама Босни и Херцеговини, Хрватској, Црној Гори, Србији, Словенији, и Северној Македонији; заједно са територијама које тврде Југослависти, које се не налазе у границама СФРЈ. То су територије Бугарске, Западне Тракије и Грчке Македоније. Влада Краљевине Југославије је хтела уједињење Бугарске и Југославије. Касније, СФРЈ предвођена од стране Јосипа Броза Тита је желела да створи чврсту Југославију у чијој се територији налази Грчка Македонија, Западна Тракија, Албанија, Бугарска, Корушка, и за неко време, почевши у новембру 1943. године, и италијанска регија Фурланија-Јулијска крајина.

## Историја
Заговорници Југословенског иредентизма су били и монархисти и републиканци. Пар дана пре стварања Југославије 1918. године, Југословенски политичар Светозар Прибићевић је објавио да би Југословенске границе требало да се прошире "од Соче до Солуна". Предлози у ратном периоду да се Бугарска укључи у Југославију, укључивале су и тврдње од републиканаца да је република била неопходна за чврсту Југославију са Бугарском, док су други тврдили да република не би била потребна јер је Бугарска у то време била краљевина, и уместо републике је била довољна конституционална монархија за укључење Бугарске у Југославију. Милитантни покрет "Звено" у Бугарској је подржавао Југославију која је укључивала Бугарску као и Албанију. Покрет Звено је учествовао у Бугарском државном удару 1934. године, у којем су подржаваоци државног удара одмах изгласили намеру за стварање савеза са Француском и уједињење Бугарске са Југославијом.
Када је почео Други светски рат, године 1940. генерал Милан Недић је предложио да се Југославија прикључи Силама Осовине и нападне Грчку да би узела Солун. Током Другог светског рата, Британска влада је подржавала стварање велике Југославије након рата због опозиције ка прихватању Бугарске владе у Силе Осовине, у мају 1941. године потврђујући др. Малком Буров документ који се залаже за укључивање Бугарске у Југославију после рата.
Након Другог светског рата, Тито је објавио да је Југославија имала право на Трст и целу Корушку, говорећи "Ми смо ослободили Корушку али међународни услови су били такви да смо морали да је привремено оставимо. Корушка је наша и ми ћемо се за њу борити."
Исто тако, Бугарски вођа Георги Димитров се залагао са уједињење Бугарске и Југославије, и понудио прикључење Бугарске Југославији, али је Тито одбио, зато што су се Димитров и Тито залагали за различите начине вођења државе и припајања Бугарске Југославији. Тито је желео прикључак Бугарске у федерацију као социјалистичка република, али са друге стране Г. Димитров је желео конфедерацију, а на крају није пронађен заједнички договор. Прикључење Бугарске Југославији као С. Р. такође је успоравао и Стаљин, који није желео да Бугарска буде прикључена федерацији са правима као социјалистичка република.